# 霍阿特卡
霍阿特卡（西班牙語：Joateca），是薩爾瓦多的城鎮，位於該國東北部，由莫拉桑省負責管轄，面積66.11平方公里，海拔高度820米，2007年人口4,210，人口密度每平方公里63.68人。